# Дионисије Ареопагит
Дионисије Ареопагит (грч. Διονύσιος ὁ Ἀρεοπαγίτης) је био атински судија који је у хришћанство обраћен након беседе апостола Павла у атинском ареопагу. Према Дионисију Коринтском (кога наводи Евсевије Цезарејски) он је постао први атински епископ и касније је мученички пострадао у Атини.

## Списи
За Дионисија Ареопагита се везују следећи сачувани списи:
- О именима Божјим
- О мистичном богословљу
- О небеској јерархији
- О црквеној јерархији

као и десет писама упућених различитим особама.
Ипак, многи научници указују на чињеницу да његови списи никако не могу бити из апостолских времена и да су настали пар векова касније. Детаљна истраживања установила су велику зависност ових списа од идеја неоплатоничара Прокла, који је умро 485. године. Зато се њихов аутор неретко назива Псеудо Дионисије Ареопагит.